# Сур (Оман)
Сур (араб. صور) — місто в Омані. Центр провінції Еш-Шаркійя. Розташоване на узбережжі Оманської затоки, за 150 км від столиці країни — міста Маскат. У давнину місто було відоме як важливе місце призначення для моряків. Сьогодні роль моря також є значною у житті міста.

## Історія
До VI століття, Сур був створений як центр для торгівлі зі Східною Африкою. У XVI столітті був під португальським контролем, але визволений імамом Насіром ібн Муршідом та пройшов економічне відродження як торговий центр зі Східною Африкою та Індією. Це тривало до середини XIX століття, коли англійці заборонили работоргівлю. Місто було зруйноване ще до появи Суецького каналу.

## Освіта
У місті функціонує коледж прикладних наук. У коледжі навчаються близько 4000 тисяч студентів за спеціальностями: бізнес, зв'язок, інформаційні технології та дизайн. Вважається одним з найкращих вищих навчальних закладів Оману. Іншим навчальним закладом є Університетський коледж Сура.

## Кораблебудування
Сур є одним з найвідоміших міст Перської затоки де будуються дерев'яні кораблі.

## Клімат
Місто знаходиться у зоні, котра характеризується кліматом тропічних пустель. Найтепліший місяць — червень із середньою температурою 35 °C (95 °F). Найхолодніший місяць — січень, із середньою температурою 22.2 °С (72 °F).
| Клімат Сура             | Клімат Сура | Клімат Сура | Клімат Сура | Клімат Сура | Клімат Сура | Клімат Сура | Клімат Сура | Клімат Сура | Клімат Сура | Клімат Сура | Клімат Сура | Клімат Сура | Клімат Сура |
| Показник                | Січ.        | Лют.        | Бер.        | Квіт.       | Трав.       | Черв.       | Лип.        | Серп.       | Вер.        | Жовт.       | Лист.       | Груд.       | Рік         |
| Абсолютний максимум, °C | 32          | 37          | 40          | 42          | 46          | 47          | 47          | 45          | 42          | 42          | 36          | 35          | 47          |
| Середній максимум, °C   | 25          | 26          | 29          | 33          | 37          | 38          | 37          | 35          | 35          | 33          | 29          | 26          | 32          |
| Середня температура, °C | 22          | 23          | 26          | 30          | 33          | 35          | 33          | 31          | 31          | 30          | 26          | 23          | 28          |
| Середній мінімум, °C    | 18          | 19          | 22          | 26          | 30          | 31          | 30          | 28          | 27          | 26          | 22          | 19          | 25          |
| Абсолютний мінімум, °C  | 12          | 11          | 16          | 18          | 22          | 26          | 23          | 22          | 22          | 13          | 17          | 14          | 11          |
| Днів з опадами          | 2           | 4           | 3           | 2           | 1           | 1           | 1           | 1           | 0           | 1           | 1           | 3           | 20          |
| Днів з дощем            | 2           | 4           | 3           | 2           | 1           | 1           | 1           | 1           | 0           | 0           | 1           | 3           | 19          |
| ----------------------- | ----------- | ----------- | ----------- | ----------- | ----------- | ----------- | ----------- | ----------- | ----------- | ----------- | ----------- | ----------- | ----------- |
| Джерело: Weatherbase    |             |             |             |             |             |             |             |             |             |             |             |             |             |